# Ferrovia Durazzo-Tirana
La ferrovia Durazzo-Tirana era una ferrovia che collegava le due città albanesi di Durazzo e Tirana. Attualmente la ferrovia è stata sostituita da una linea autobus.

## Storia
La ferrovia è stata costruita tra il 1948 e il 1949, collegando la città costiera di Durazzo con la capitale albanese Tirana, percorrendo 38 km.
I lavori iniziarono dalla stazione di Shkozet l'11 aprile 1948, e vi presero parte più di 30 000 lavoratori, molti dei quali membri dell'Unione dei Giovani Lavoratori d'Albania. Ad essi si aggiunsero diversi tecnici e ingegneri inviati dai partiti comunisti di Bulgaria e Jugoslavia, sospettati di sabotaggio in seguito agli attriti tra la Repubblica Popolare Socialista d'Albania e la Jugoslavia. I lavori continuarono sotto la supervisione dell'ingegnere sovietico Valeri Gaydarov, e l'Albania importò i materiali dall'Unione Sovietica attraverso il porto di Durazzo.
L'obiettivo fu quello di terminare la costruzione della ferrovia per il 31º anniversario dell'Armata Rossa. La ferrovia fu inaugurata il 27 gennaio 1949 da Spiro Koleka.
Nel 2013, in seguito allo smantellamento della stazione di Tirana, la linea viene limitata a Vorë, e nel maggio 2015 avanza fino a Kashar, per poi essere sostituita da una linea autobus.
Nel 2018 sono iniziati i progetti per la riabilitazione della linea, che comprenderebbe un nuovo tratto che possa portare all'aeroporto di Tirana.

## Percorso
| Head station |

| Unknown route-map component "CONTgq" | Unknown route-map component "ABZg+r" |  |

| Unknown route-map component "CONTgq" | Unknown route-map component "ABZgr" |  |

| Stop on track |

| Station on track |

|  | Unknown route-map component "xABZgl" | Unknown route-map component "CONTfq" |

| Unknown route-map component "exHST" |

| Unknown route-map component "exHST" |

| Unknown route-map component "exKBHFe" |

| Stazione | Inaugurazione   | Note              |
| -------- | --------------- | ----------------- |
| Durazzo  | 1949            |                   |
| Sukth    |                 | Solo d'estate     |
| Vorë     | 1949            |                   |
| Kashar   |                 |                   |
| Kamëz    |                 | Demolite nel 2013 |
| Tirana   | 27 gennaio 1949 | Demolite nel 2013 |